# The American Flag
The American Flag è un cortometraggio muto del 1898.

## Trama
Old Glory, la bandiera degli Stati Uniti, sventola nella brezza.

## Produzione
Il film fu prodotto dalla Selig Polyscope Company.

## Distribuzione
Il film - un cortometraggio di 15,24 metri - venne distribuito dalla Selig che le mise nel suo catalogo nel 1908.